# Gabriel Arcanjo da Costa

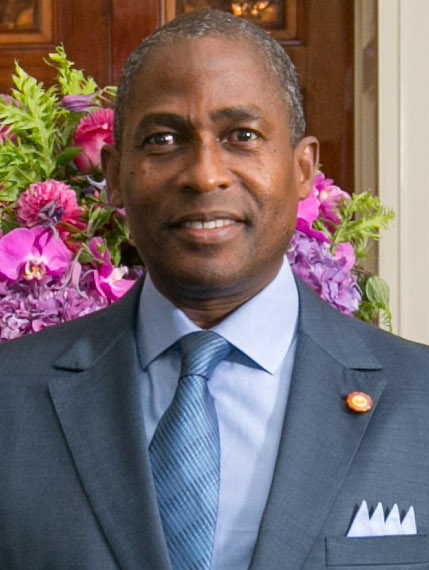
Gabriel Arcanjo Ferreira da Costa (2014)

Gabriel Arcanjo Ferreira da Costa (Principe, 11 december 1954) is een Santomees politicus. Hij was tussen 12 december 2012 en november 2014 de premier van de republiek Sao Tomé en Principe. Hij vervulde deze functie ook al tussen 28 maart en 7 oktober 2002.

## Biografie
Da Costa studeerde rechten en was tussen 2000 en 2002 de Santomese ambassadeur in Portugal. Hij is lid van de kleine partij União dos Democratas para Cidadania e Desenvolvimento. In 2002 was hij een half jaar lang premier van een coalitie van nationale eenheid, maar aanhoudende conflicten met president Fradique de Menezes leidden tot zijn ontslag.
Nadat de regering van Patrice Trovoada (ADI) in 2012 de meerderheid in het parlement verloor werd Da Costa gevraagd om leiding te geven aan een coalitieregering van MLSTP-PSD, PCD-GR en MDFM-PL. Bij de verkiezingen van 2014 verloor deze coalitie de meerderheid. Da Costa wordt omgeschreven als gematigd en tolerant, en als een bruggenbouwer.

## Kabinet-Da Costa II
De volgende ministers maakten in augustus 2013 deel uit van de regering van Da Costa:
| Functie                                                                         | Minister                               | Partij |
| ------------------------------------------------------------------------------- | -------------------------------------- | ------ |
| Minister-President                                                              | Gabriel Arcanjo Ferreira da Costa      | UDD    |
| Minister van Buitenlandse Zaken, Samenwerking en Gemeenschappen                 | Natália Pedro da Costa Umbelina Neto   |        |
| Minister van Landbouw, Plattelandsontwikkeling en Visserij                      | Antonio Alvaro Da Graca Dias           |        |
| Minister van Handel, Toerisme en Industrie                                      | Demostenes Vasconelos Pires Dos Santos |        |
| Minister van Onderwijs, Cultuur en Beroepsonderwijs                             | Jorge Lopes Bom Jesus                  |        |
| Minister van Gezondheid en Sociale Zaken                                        | Leonel Pinto d'Assuncao Pontes         |        |
| Minister van Binnenlandse Zaken en Burgerbescherming                            | Raul Antonio Da Costa Cravid           |        |
| Minister van Justitie, Overheidshervorming en Parlementaire Zaken               | Edite Ramos Da Costa Ten Jua           |        |
| Minister van Arbeid, Solidariteit, Vrouwen en Familiezaken                      | Maria Tome De Araujo                   |        |
| Minister van Nationale Defensie en Interne Orde                                 | Oscar Aguiar Sacramento e Sousa        |        |
| Minister van Planning en Financiën                                              | Helio Silva Vaz d'Almeida              |        |
| Minister van Publieke Werken, Infrastructuur, Natuurlijke Hulpbronnen en Milieu | Osvaldo Cravid Viegas d'Abreu          |        |
| Minister van Stedelijke Ontwikkeling, Transport en Communicatie                 | Benjamin Vera Vera                     |        |
| Minister van Perszaken, Jeugd en Sport                                          | Albertino Francisco Boa Morte          |        |

Leonel Mário d'Alva (1974–1975) · Miguel Trovoada (1975–1979) · geen (1979–1988) · Celestino Rocha da Costa (1988–1991) · Daniel Lima dos Santos Daio (1991–1992) · Norberto d'Alva Costa Alegre (1992–1994) · Evaristo Carvalho (1994) · Carlos Graça (1994–1995) · Armindo Vaz d'Almeida (1995–1996) · Raul Bragança Neto (1996–1999) · Guilherme Posser da Costa (1999–2001) · Evaristo Carvalho (2001–2002) · Gabriel Arcanjo da Costa (2002) · Maria das Neves (2002–2004) · Damião Vaz d'Almeida (2004–2005) · Maria do Carmo Silveira (2005–2006) · Tomé Vera Cruz (2006–2008) · Patrice Trovoada (2008) · Joaquim Rafael Branco (2008–2010) · Patrice Trovoada (2010–2012) · Gabriel Arcanjo da Costa (2012–2014) · Patrice Trovoada (2014–2018) · Jorge Bom Jesus (2018–2022) · Patrice Trovoada (2022–2025) · Ilza Amado Vaz (2025) · Américo Ramos (2025–heden)